# Александер Шах
Александер Шах (29 жовтня 2002) — непальський плавець.
Учасник Олімпійських Ігор 2012, 2020 років.